# Grenade (chanson)
Singles de Bruno Mars
Just the Way You Are
(2010) The Lazy Song
(2011)
Grenade est une chanson du chanteur Bruno Mars. Elle est extraite de son premier album studio Doo-Wops & Hooligans. Il s'agit du second single officiel de cet album.

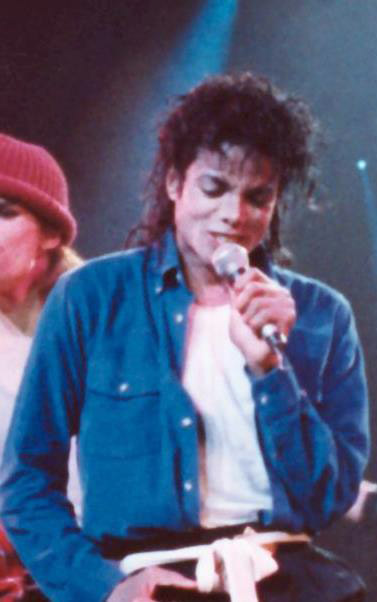
"Grenade" a été comparée à la chanson de Michael Jackson (en photo) "Dirty Diana".

## Histoire
Dans cette chanson, Bruno Mars s’adresse à une fille qu’il aime (son ex). Mais cette fille en question l'a quitté et ne l'aimait pas. Il raconte alors qu'il pourrait se tuer pour elle, mais que cette dernière ne ferait pas la même chose. Il tire son piano (le piano représente le fardeau qu'il a en lui à cause des sentiments pour son ex) et parcourt la Californie. Il s'arrête devant sa bien-aimée et voit que celle-ci l'a déjà remplacé, alors il continue son chemin sans trop savoir où aller et s'arrête sur un chemin de fer, il y joue quelque notes de piano et on voit un train arriver devant lui puis l'image se coupe avant l'impact. Il s'est suicidé.

## Certifications
| Pays             | Certification | Ventes certifiées |
| ---------------- | ------------- | ----------------- |
| Allemagne        | Platine       | 300 000           |
| Australie        | 5 × Platine   | 350 000           |
| Autriche         | Or            | 15 000            |
| Canada           | 5 × Platine   | 400 000           |
| États-Unis       | 10 × Platine  | 10 000 000        |
| Italie           | 2 × Platine   | 30 000            |
| Nouvelle-Zélande | 2 × Platine   | 30 000            |
| Royaume-Uni      | Platine       | 600 000           |
| Suisse           | 2 × Platine   | 60 000            |